# Степова-Карпяк Марія
Марія Степова-Карпяк (9 листопада 1903, Пінськ — 5 липня 1984, США), акторка героїчного і (з 1940-их pp.) характерного плану.

## Життєпис
Від 1924 в пересувних театрах Залевського, Н. Бойко, П. Сороки, І. Когутяка, Й. Стадника, з 1932 у «Заграві», ім. І. Котляревського (1938), Державному Театрі ім. Л. Українки у Львові (1939—1941), Львівському Оперному Театрі (1941—1944) в Ансамблі Українських Акторів у Німеччині (з 1945); з 1949 — у США.
Степова-Карпяк виступала також в опереті й опері («Катерина» Миколи Аркаса).

## Найкращі ролі
- Юлія («Поїзд-марево» А. Рідлея),
- Сестра Вайлянд («Святе полум'я» С. Могема),
- Цариця Тамара («Зрада» О. Сумбатова),
- Дівчина на згарищах («Батурин» за Б. Лепким),
- Пані Берлінґ («Інспектор прийшов» Дж. Прістлі),
- Стаканчиха («Народний Малахій» М. Куліша),
- Палажка («Ніч під Івана Купала» М. Старицького) та інші.